# Voehledar
Voehledar (Oekraïens: Вугледа́р; Russisch: Угледар (Oegledar)) is een plaats in het oosten van Oekraïne in de oblast Donetsk met 14.144 inwoners (2022). De naam refereert aan de mijnbouw (steenkool).

## Geschiedenis
In de jaren zestig, tijdens het Sovjettijdperk, werd het mijnbekken ten zuiden van de grote industriestad Donetsk te ontwikkeld. De nederzetting, die later bekend zou worden als Voehledar, werd gesticht rond de kolenmijn Pivdennodonbaska 1. Aanvankelijk waren er plannen om het te ontwikkelen tot een grote industriestad met dezelfde naam als de mijn, bewoond door honderdduizend inwoners, met tien mijnen. In de jaren zeventig bleef de ontwikkeling van steenkoolreserves in het zuidelijke Donbas-bekken achter en groeide het uit tot de grootte van een kleine stad. In 1969 kreeg de nederzetting de naam Voehledar en in 1991 kreeg het de status van stad.

### Russisch-Oekraïense oorlog
Na het begin van de oorlog in de Donbas in 2014 werd de stad militair versterkt vanwege gevechten tussen de strijdkrachten van Oekraïne en door Rusland gesteunde separatisten uit de zelfverklaarde Volksrepubliek Donetsk.
Op 24 februari 2022 begon Rusland met een grootschalige invasie van Oekraïne. Op de eerste dag de invasie werd Voehledar geraakt door een Russische langeafstandsraket met clustermunitie. De raket sloeg in bij een ziekenhuis en doodde er vier burgers en raakten er 10 burgers zwaargewond.

#### Slag om Voehledar
Begin 2023 vielen Russische troepen Voehledar opnieuw aan. De grootste aanval op de stad sinds de oorlog begon in de nacht van 24 januari 2023. Op 25 januari verklaarde oorlogscorrespondent Andriy Rudenko dat Oekraïense troepen de eerste verdedigingslinie nabij de stad hadden verloren en zich terugtrokken in de stad. Op 27 januari bombardeerden Russische troepen Voehledar met een TOS-1 thermobarische bom. In de daaropvolgende dagen leden Russische troepen zeer zware verliezen. Op 31 januari beweerde de Britse inlichtingendienst dat het onwaarschijnlijk was dat de Russische opmars in Voehledar verder zou gaan.
In de tweede week van februari werd opnieuw een Russisch offensief ingezet tegen de Oekraïense verdedigingslinie. Op 8 februari mislukte een offensief van tanks, infanteriegevechtsvoertuigen (IFV's) en infanterie met grote verliezen, waaronder het verlies van ruim 100 gepantserde voertuigen, IFV's en tanks.
Het Oekraïense leger gaf aan dat tijdens de slag om Voehledar de 155ste marine-infanterie, bestaande uit 5.000 militairen, zo goed als volledig werd vernietigd. Generaal Rustam Muradov, Russisch commandant van het oostelijke militaire district en van het Voehledar-offensief, kwam onder vuur te liggen omdat hij het doel niet had bereikt. In februari 2023 verklaarde de locoburgemeester van Voehledar dat deze compleet werd vernietigd waarbij honderd procent van de gebouwen beschadigd was geraakt.
In september 2024 leidde een nieuwe Russische aanval tot een gedeeltelijke omsingeling van Voehledar. Op 1 oktober 2024 werd de stad volledig veroverd door de Russische troepen.

## Economie
De Pivdennodonbaska 1-mijn in Voehledar heeft één van de grootste steenkoolreserves van Oekraïne met geschatte reserves van 69,3 miljoen ton. De Pivdennodonbaska 3-mijn, ook in Voehledar is nog groter met geschatte reserves van 156,9 miljoen ton.

## Demografie
Tijdens een volkstelling in Oekraïne in 2001 bedroeg het aantal inwoners 17.440 mensen, onder te verdelen in:
etniciteit
- Oekraïners: 63,1%
- Russen: 33,1%
- Wit-Russen: 1,0%

taal
- Russisch: 70,8%
- Oekraïens: 28,2%
- Wit-Russisch: 0,1%